# Chlebowo (Gryfino)
Chlebowo (deutsch Klebow) ist ein Dorf in der Woiwodschaft Westpommern in Polen. Es gehört zur Gmina Gryfino (Gemeinde Greifenhagen) im Powiat Gryfiński (Greifenhagener Kreis).

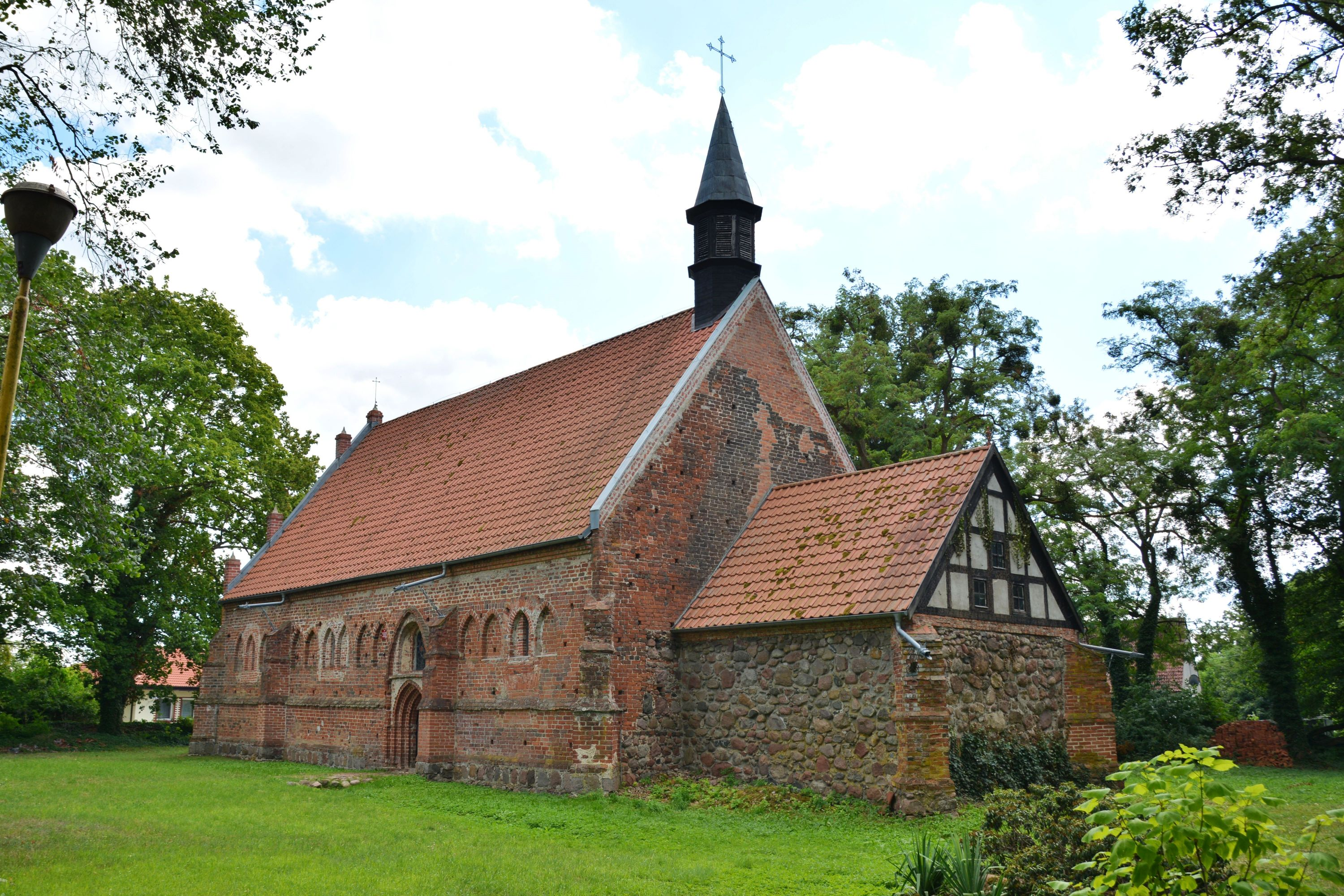
Dorfkirche, bis 1945 Gotteshaus der evangelischen Gemeinde Klebow (Aufnahme 2017)

## Geographie
Das Kirchdorf liegt in Hinterpommern, zwischen Oder und Madüesee (poln. Jezioro Miedwie), etwa zehn Kilometer nordöstlich der Stadt Greifenhagen und sieben Kilometer nordwestlich des Dorfs Żelisławiec (Sinzlow).
Auf der Gemarkung des Dorfs befindet sich der Gerland-See.

## Geschichte

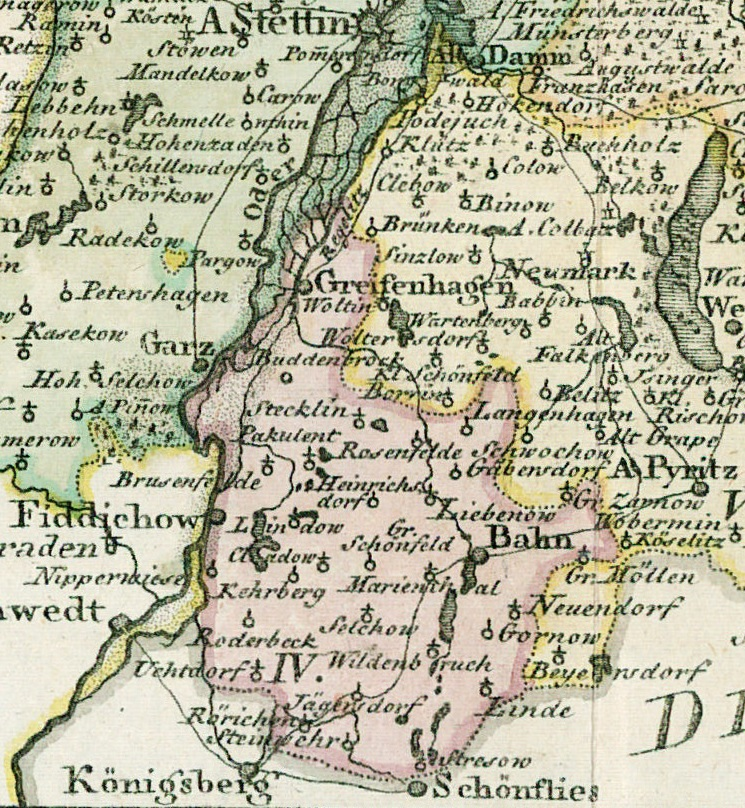
Klebow (Clebow) nordöstlich der Stadt Greifenhagen auf einer Landkarte des 18. Jahrhunderts

Das Kloster Kolbatz kaufte zu Beginn des 13. Jahrhunderts von einem gewissen Tessimer, Sohn des Pribo, ein Gut („predium“) in Klebow. Überliefert sind zwei Urkunden des pommerschen Herzogs Bogislaw II. von 1212/1213, in denen dieser den Erwerb bestätigte. Klebow ist ferner in einer angeblichen Besitzbestätigung des pommerschen Herzogs Barnim I. für das Kloster Kolbatz von 1226 genannt, die aber als unecht erkannt ist.
Das Dorf Klebow selbst befand sich im Besitz des Klosters Michelsberg in Bamberg, dessen Förderer Otto von Bamberg in den 1120er Jahren als „Apostel der Pommern“ Pommern missioniert hatte. Im Jahre 1237 verkaufte der Abt des Klosters Michelsberg das Dorf Klebow an das Kloster Kolbatz. Eine Aufzählung der Dörfer, darunter Clebow, die das Kloster 1345 in Besitz hatte und die einer Urkunde Kaiser Karls IV. entnommen ist, hat Restorff angegeben.
Wie Berghaus mitteilt, belehnte 1481 und abermals 1492 der Abt Johann des Klosters Kolbatz die Familie Palen mit Teilen der Dörfer Klebow, Brünken sowie Klütz und mit einem anderen Teil von Klebow die Familie Koldenbeck. Nach dem gänzlichen Erlöschen der Familie Palen um das Jahr 1679 wurden diese Güter, als erledigte Klosterlehen, mit dem Domänenamt Kolbatz vereinigt. Als sich Preußen nach dem Tilsiter Frieden gegenüber Napoleon I. zur Zahlung von Kriegskostenentschädigungsgeldern verpflichtet hatte, gab König Friedrich Wilhelm III. Domänen des Amts Kolbatz 1811 zur Veräußerung frei. Klebow mit dem Vorwerk Wendefeld ging für 50.000 Taler in den uneingeschränkten Privatbesitz von Georg Friedrich Schulze über. Durch eine Urkunde vom 31. Oktober 1845 erklärte der König das Gut Klebow für die Dauer der Lebenszeit Schulzes und seiner ehelichen Abkömmlinge für landtagsfähig. Seit 1848 saß der Sohn des Erwerbers, Theodor August Schulze, auf Klebow.
Um 1864 hatte das Dorf Klebow ein Pfarrgehöft, eine Küsterschule, einen Bauernhof, 15 Kossätenhöfe, eine Schmiede, eine Gaststätte, sieben Fabrikgebäude, 53 Wohnhäuser und eine große Anzahl kleiner Eigentumsstellen.
Bis 1945 bildete Klebow eine Landgemeinde im Landkreis Greifenhagen der preußischen Provinz Pommern. Zur Gemeinde gehörte auch der Wohnplatz Klebower Obermühle. Die Gemeinde war zunächst dem Amtsbezirk Klebow zugeordnet und kam bei dessen Auflösung 1939/1940 zum Amtsbezirk Sinzlow.
Gegen Ende des Zweiten Weltkriegs wurde Klebow von der Roten Armee eingenommen. Nach dem Zweiten Weltkrieg kam Klebow, wie ganz Hinterpommern, an Polen. Der Ortsname wurde zu „Chlebowo“ polonisiert. Die Bevölkerung wurde vertrieben.

## Demographie
| Jahr | Einwohner | Anmerkungen |
| ---- | --------- | --- |
| 1782 | –         | 37 Feuerstellen (Haushaltungen) |
| 1818 | 447       | Dorf, Vorwerk und Holzwärterei |
| 1852 | 743       | [ 14 ] |
| 1864 | 839       | am 3. Dezember, davon 642 im Gemeindebezirk auf einer Gemarkungsfläche von 2222 Morgen und 197 im Gutsbezirk auf einer Gemarkungsfläche von 3366 Morgen |
| 1867 | 861       | am 3. Dezember, davon 626 im Dorf und 235 im Gutsbezirk                                                                                                 |
| 1871 | 889       | am 1. Dezember, in 61 Wohngebäuden; davon 648 im Dorf (sämtlich Evangelische) und 241 im Gutsbezirk (sämtlich Evangelische)                             |
| 1910 | 702       | am 1. Dezember, davon 364 im Dorf und 338 im Gutsbezirk                                                                                                 |
| 1925 | 490       | darunter 462 Evangelische, 27 Katholiken und eine Person unbekannter Konfession                                                                         |
| 1933 | 482       | [ 19 ] |
| 1939 | 476       | [ 19 ] |

## Kirchspiel
Das evangelische Kirchspiel gehörte vor 1945 zur Synode Greifenhagen.

## Söhne und Töchter des Ortes
- Karl Hinz (1934–2016), deutscher Geophysiker, Meeresforscher und Geologe